# Cimetière français de Berlin (division II)

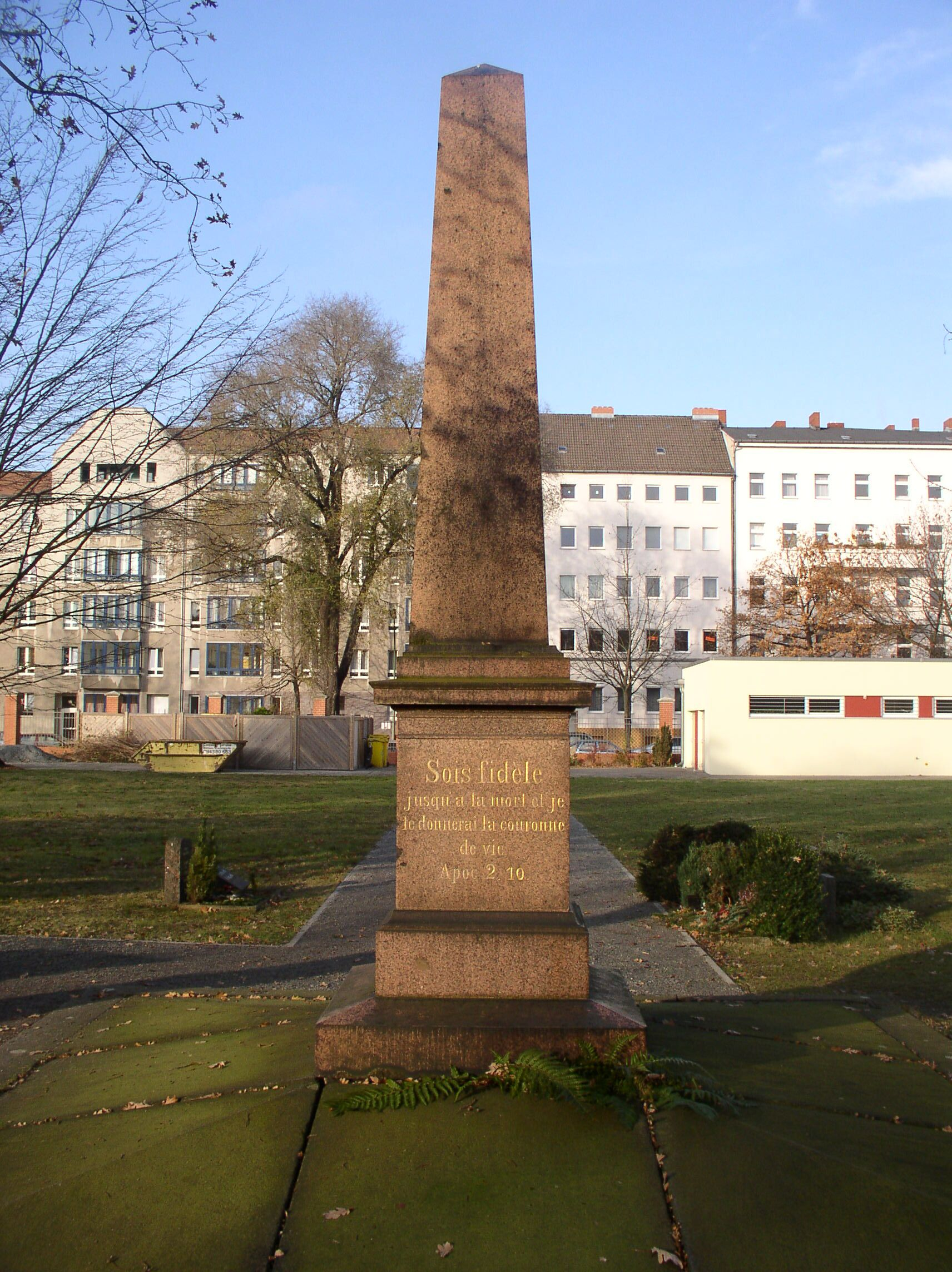
Monument avec inscription en français

Le cimetière français de Berlin (division II) (Französischer Friedhof II) est un cimetière berlinois ouvert en 1835, situé à la Liesenstraße de Berlin-Mitte. Comme son nom l'indique, il est inauguré d'abord pour les descendants de huguenots et de protestants d'origine française, la division I du cimetière français dans la Chausseestraße n'étant plus suffisante.
Ce cimetière abrite la tombe de Theodor Fontane. On y trouve des monuments à la mémoire des morts des guerres de 1864, de 1866, de la guerre franco-prussienne de 1870 et de la Grande guerre. Les violents combats de 1945 endommagent une grande partie du cimetière.
En 1961, lors de la construction du mur de Berlin par la République démocratique allemande, la chapelle et la maison du pasteur sont détruites.

## Personnalités inhumées

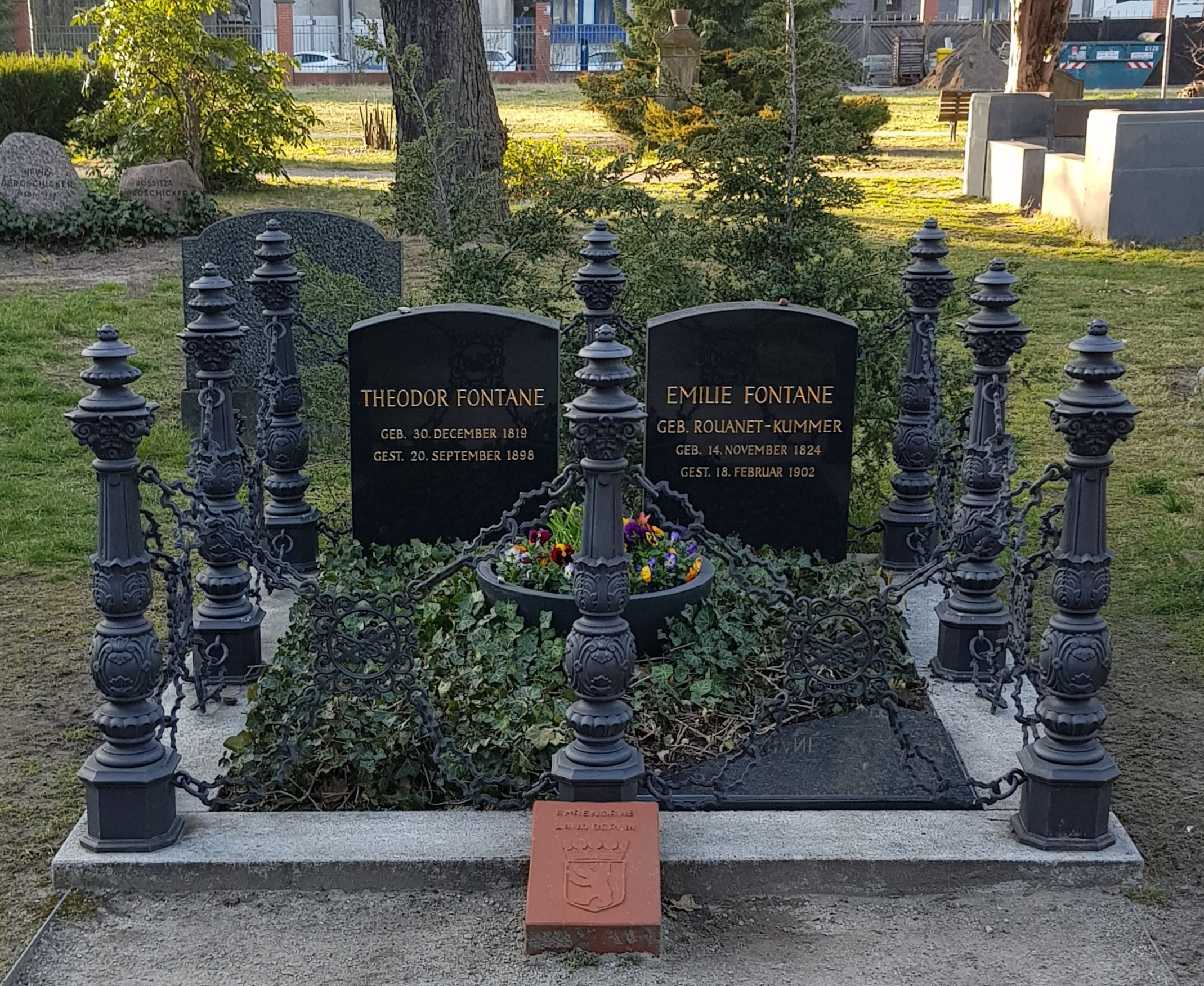
Tombe de Theodore Fontane, 2022

- Louis Angely (1787-1835), écrivain allemand d'origine huguenote
- Gustav Castan (1836-1899) fondateur de la Kaisergalerie (de)
- Paul Erman (de) (1764-1851) physicien d'origine suisse
- Georg Adolphe Erman (1806-1877) physicien et géologue d'origine suisse
- Theodor Fontane (1819-1898) écrivain allemand d'origine huguenote
- Eduard Muret (de) (1833-1904) professeur d'origine huguenote et historiographe de l'Église française en Prusse